# 吉舒铁路
吉舒铁路，原称龙舒支线，是连接吉林省吉林市至舒兰市的一条单线铁路，全长约90千米。
该线路始建于1941年，由长图铁路上的江北站岔出，在吉林北站过牤牛河，经棋盘、金珠，越大口钦河，经丰广、吉舒，过棒锤隧道达舒兰站与拉滨铁路和陶舒铁路接轨。自吉林站经该线到哈尔滨站，较绕道拉滨线可缩短运程68公里，同时分流了京哈线的部分货运列车。

## 线路
龙舒线线路总长度168.5公里，其中正线84.9公里，站线68.3公里，段管线9.7公里，岔线4.3公里，特别用途线1.3公里；在正线中，50公斤/米钢轨84.2公里，43公斤/米钢轨0.7公里。有桥梁30座，涵渠106座；最小曲线半径400米。
该线起初由龙潭山站引出，穿过吉林“三大化”（吉林电石厂、吉林染料厂、吉林肥料厂）至吉林北站，并设有原一部、化工厂两个乘降所，以方便工厂原料、产品的运输以及工厂职工通勤。1976年国家计委以 (76) 计字第10号《批复吉林化公司建设乙烯等装置设计任务书》，同意龙潭山至吉林北间铁路干线迁移至电石厂北侧。从龙潭山站开始，沿长图线左侧并行至江北站，江北站出站后至吉林北站，全长为7.82公里。采用II级干线标准，限制坡度为10‰，最小曲线半径为500米。旧线路移交吉化公司铁路运输部，原有江北车站废弃，在长图线134公里193米处另建新车站，该站设正线和到发线各 2 条，有效长度为750 米，龙潭山至江北间改为复线。1977年7月，改线工程动工，至1981年8月竣工，10月5日通车，形成了今日的线位。

## 历史
1941年10月建成通车时称吉兰线，1958年重建时称吉舒线，1971年后改称龙舒线。龙舒线沿松花江中上游及其支流的冲积平原地带北进再转东北，地势变平坦，吉林、舒兰公路与铁路并行。

### 筑路
本线沿线的棒槌沟（今东富）、莫石（今吉舒）、煤窑（今丰广）煤碳资源丰富，埋藏量约2.26亿吨，原由中国人设公司开采，1936年为满碳占有。
1938、1939年，日本在吉林江北修建人造石油厂，所需原料为舒兰煤矿所产的褐煤，故修建吉兰线以运煤。全线为私营铁道，属满洲人造石油株式会社所有。
1939年1月21日，该会社委托满铁哈尔滨铁道建设事务所，同年1月30日至2月26日进行实测，并从3条预定线路中选定经土明岭隧道而达舒兰站。
1939年3月，工程发包给日商，劳力多由河北、山东招雇，技工从满铁和朝鲜招雇。
1939年3月开工，1940年4月完工。
1940年1月由吉林铁道株式会社两个铺轨班从龙潭山、舒兰两端向中间进行，人工操作，日进度800至1000米，1941年夏在缸窑接轨。全线通信、信号、给水、房建工程与铺轨同时开工，1941年8月完工。全线共建桥梁42座、653.7米，有涵渠197座。土明岭隧道施工中发生较大冒顶事故8次，压死工人20余名。
1941年10月31日全线工程结束，全线长85.971公里，设8站、4个信号场、2个旅客乘降所。总投资2456.6万元，每公里造价28.6万元。
1941年8月7日全线临时运营，10月31日正式运营。
由于人造石油技术失败，1944年舒兰煤矿停采。同年日本关东军担心暴露军事设施和防止苏联军队从该线进兵，便将吉兰线中段的金珠至煤窑间33.761公铁路修建里线路拆除，两端由满铁收买，南段的龙潭山至金珠21.845公里线路交由吉林铁道局接管，北段的煤窑至舒兰30.364公里线路交由哈尔滨铁道局接管。
1944年12月，日本关东军将铁路正线部分每米40公斤钢轨换成24公斤钢轨，将换下的钢轨抢运到北满修国防工事。满铁所经营的这段铁路维持到1945年日本投降为止。

### 修复
1945年九三胜利后，国民党军队不断向东北增兵进占大中城市。东北民主联军撤出吉林市时将舒兰至煤窑段30公里铁路拆除，并炸毁大口钦大桥2孔；新吉林至金珠段13公里线路在解放战争中亦被破坏，吉兰线仅残存龙潭山至新吉林8.511公里线路。
1948年吉林市解放之后，先将龙潭山至新吉林线路整修通车，作为专用线使用。1957年6月，新吉林改为吉林北站正式运营。
1958年8月，为解决吉兰线大量存煤外运，吉林铁路管理局动工修复舒兰至丰广段线路。以路工为骨于，舒兰县动员青年民工2460人组成“吉舒线青年建设团“进行施工，1960年8月铺轨通车，9月开办临时运营，1963年1月1日正式运营。
吉林北至丰广段同时开工，因压缩基建规模，1960年6月停工，吉舒线当时处于两端通车，中间断开状态。1966年6月，吉林铁路局成立修复吉舒线会战指挥部。同年10月1日全线修复通车。
1967年1月1日起正式运营。吉林北至丰广段由于在修复中降低了工程标准，通车不到5年又连续投资1863万元进行大修和技术改造。
1958年至1979年，吉舒线基建与大修投资共2071万元，按设计建筑长度计算，每公里造价为38.1万元。龙舒线在运营过程中还新建与扩建了棋盘站场，重建与增设了金珠、前窑站，治理路基塌方、滑坡病害，进行换轨大修与重点桥梁大修。
1948年3月，龙潭山至吉林北站修复通车。
1958年8月至1963年2月修复了舒兰至丰广段。
1966年7月吉林北站至丰广段修复通车。
1966年11月全线通车。

## 运能运量
1966、1970年使用解放型蒸汽机车，牵引定数上行为2200吨、下行为1700吨，线路允许速度每小时75公里。截至1985年，龙舒线共发送旅客3243.4万人、发送货物8623.4万吨。龙舒线上行方向货物发送量以煤炭为主，下行方向以矿物性建筑材料为主。
龙舒线通车后，吉林、舒兰间货流密度猛增，1985年增加到895，9万吨。比1966年增长16倍.1995年线路允许速度每小时80公里，每昼夜最大通过能力23.7对，货流密度为879.2万吨。当年发送旅客88.8万人，发送货物553.9万吨。